# Gumeng (Jenawi)
Gumeng is een bestuurslaag in het regentschap Karanganyar van de provincie Midden-Java, Indonesië. Gumeng telt 1604 inwoners (volkstelling 2010).